# Sisto Reina

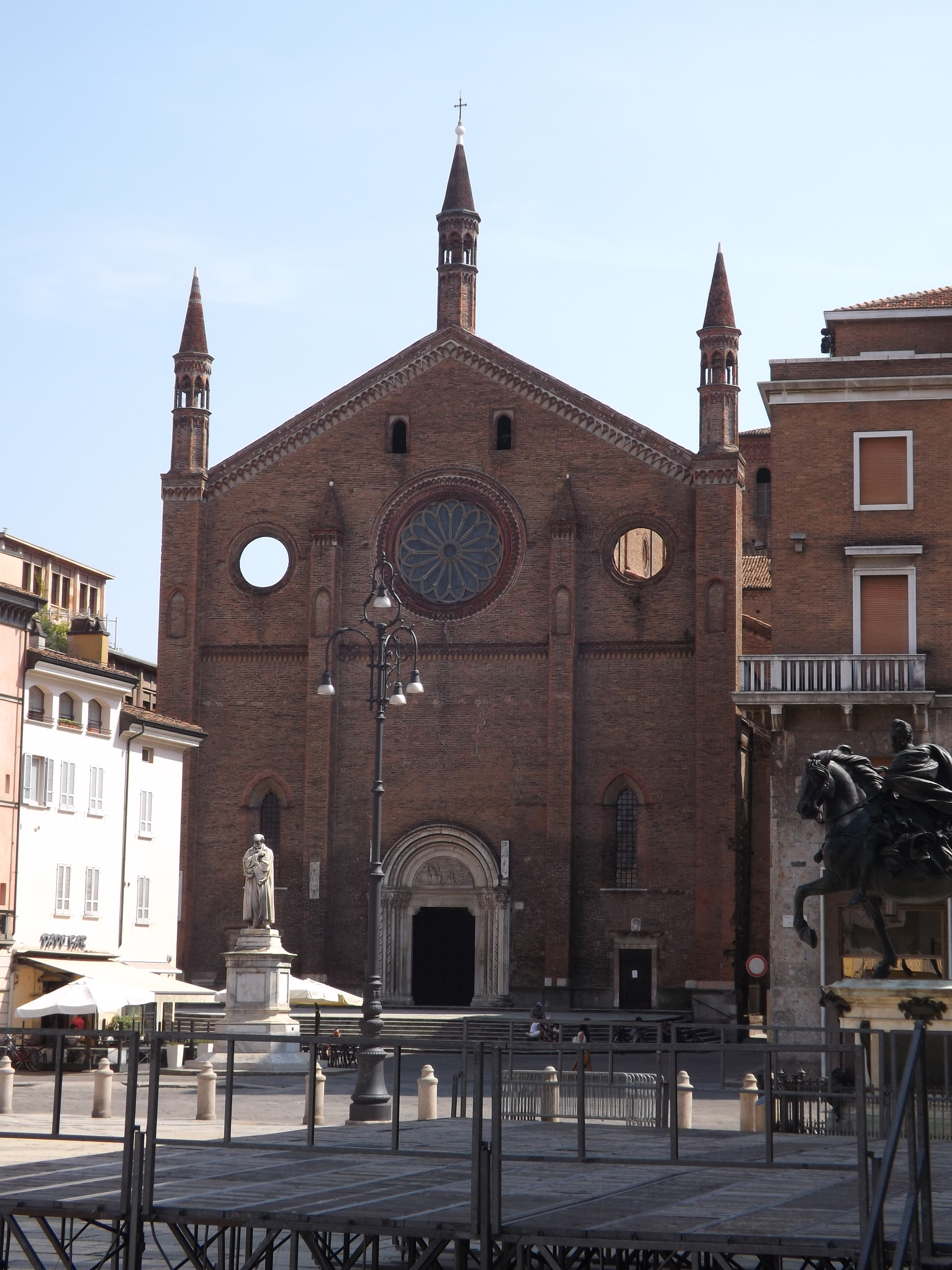
La façade de la basilique Saint-François d'Assise à Plaisance, vue de la Piazza Cavalli.

Sisto Reina (Saronno 1623? — Modène après 1664) est un compositeur italien, moine mineur et organiste. Ses publications musicales paraissent alors qu'il est maître de chapelle de l'église de S. Francesco à Plaisance.

## Biographie
Sisto Reina est le deuxième fils d'Aloysio Reina. Il est de l'ordre des Frères mineurs et maître de chapelle à Saronno, Bologne, Plaisance et Modène. En 1641, il change son nom de Gioseffo pour Sisto (« Fra Sisto »), en l'honneur du pape Sixte V († 1585) — en italien Sisto — du même ordre que lui.
De 1648 à 1653 il est au couvent de Saronno, enseigne le chant et compose ses cinq premiers opus parus. En 1656, il est nommé maître de chapelle de l'église Saint-François de Saronno tout en conservant son poste d'organiste.
En 1659, il quitte Saronno pour Bologne, Plaisance puis Modène, où il est organiste de San Bartolomeo et maître de chapelle de San Francesco en 1662, année où il compose son opus 8, La pace de numeri.
Après 1664 et la parution de son opus 9, La danza delle voci, on perd sa trace et on suppose sa mort la même année.
La production assez importante de musique religieuse du musicien était destiné aux églises où il travaillait, typique de celles produites à l'époque où seuls de petits ensembles étaient disponibles. Les œuvres de Reina se trouvent dans les bibliothèques de Bologne, Glasgow, Wrocław, Vienne, Fribourg et dans les archives paroissiales de Côme et d’Asti, au séminaire de Lucques, à l'abbaye d'Einsiedeln, à la fondation Puccini de Lucques et à la fondation Giorgio Cini de Venise.

## Œuvre
- Novelli fiori ecclesiastici, Mottetti e Messe a 8, opera prima (Milan, 1648 ; 1660). pour 1, 2, 3 et 4 voix, avec instruments. Consacré à la bienheureuse Vierge des miracles de Saronno.
- Sacri concentus musici, motets à 2, 3 et 4 voix, opus 2 (1648) perdu.
- Armonicae cantiones, pour 1 à 5 voix, opus 3 (Milan, 1651)
- Marsyae et Apollini, opus 4 (Milan, 1653)
- Armonia ecclesiastica, motets à 2, 3, 4 et 5 voix, opus 5 (Milan, Carlo Camagno, 1653)
- Fiorita corona di melodia celeste : a 1, 2, 3, 4 voci con strumenti, opus 7 (Milan, 1660)
- La Pace de Numeri publicata con l'Armonia di Cinque Voci nel Vespro del Signore nelle Laudi della Beatissima Vergine, nel Tantum ergo, e nell'Hinno delle Grazie, opus 8 (Venise, Gardano, 1662)
- La Danza delle Voci regolata ne Salmi di Terza, e di Compieta in vn Tedeum, nelle Tanie della Beatissima Vergine à otto voci, altri Salmi, à voce sola, à tre, con li suoi violini, le quattro Antifone, di Compieta, à quattro voci, e in due Sonate, à quattro violini, opus 9 (Venise, Gardano, 1664)

## Éditions modernes
- Novelli fiori ecclesiastici, Mottetti e Messe a 8. Présentation de Piero Mioli, introduction et transcription de Tito Olivato, Corpus Musicum Franciscanum, Padoue, 2008.
- Armonia ecclesiastica, op. 5. Présentation de Robert Kendrick, introduction et transcription de Tito Olivato. Corpus Musicum Franciscanum, Padoue, 2012 (OCLC 834096691).

## Discographie
- Armonia Ecclesiastica op. 5 - Concentus Vocum (Tactus 2016)

En récital
- Dialogo di Lazzaro - dans Canti nel Chiostro - Chapelle Artemisia, dir. Candace Smith (Tactus)
- Surge filiae Sion - dans Soror mea, Sponsa mea : Canticum Canticorum nei Convention - Capella Artemisia, dir. Candace Smith (Tactus 2005)
- De profundis clamavi - dans Schätze aus Uppsala - Wolf Matthias Friedrich, basse ; Les Cornets noirs (2011, Raumklang RK3101) (OCLC 883711852) — œuvres extraites de la collection du musicien Suédois Gustav Düben.